# Dikkenek
Pour plus de détails, voir Fiche technique et Distribution.
Dikkenek est un  film belgo-français réalisé par Olivier Van Hoofstadt, sorti en 2006.
Comme il est rappelé au début du film, « Dikkenek » [dikkenek] est l’expression bruxelloise qui désigne un « gros cou » (mot flamand), un vantard, une « grande gueule », un ou une « monsieur ou madame je-sais-tout ».
Échec commercial à sa sortie en salle, sa sortie vidéo en a fait, au fil des années, un film culte.

## Synopsis

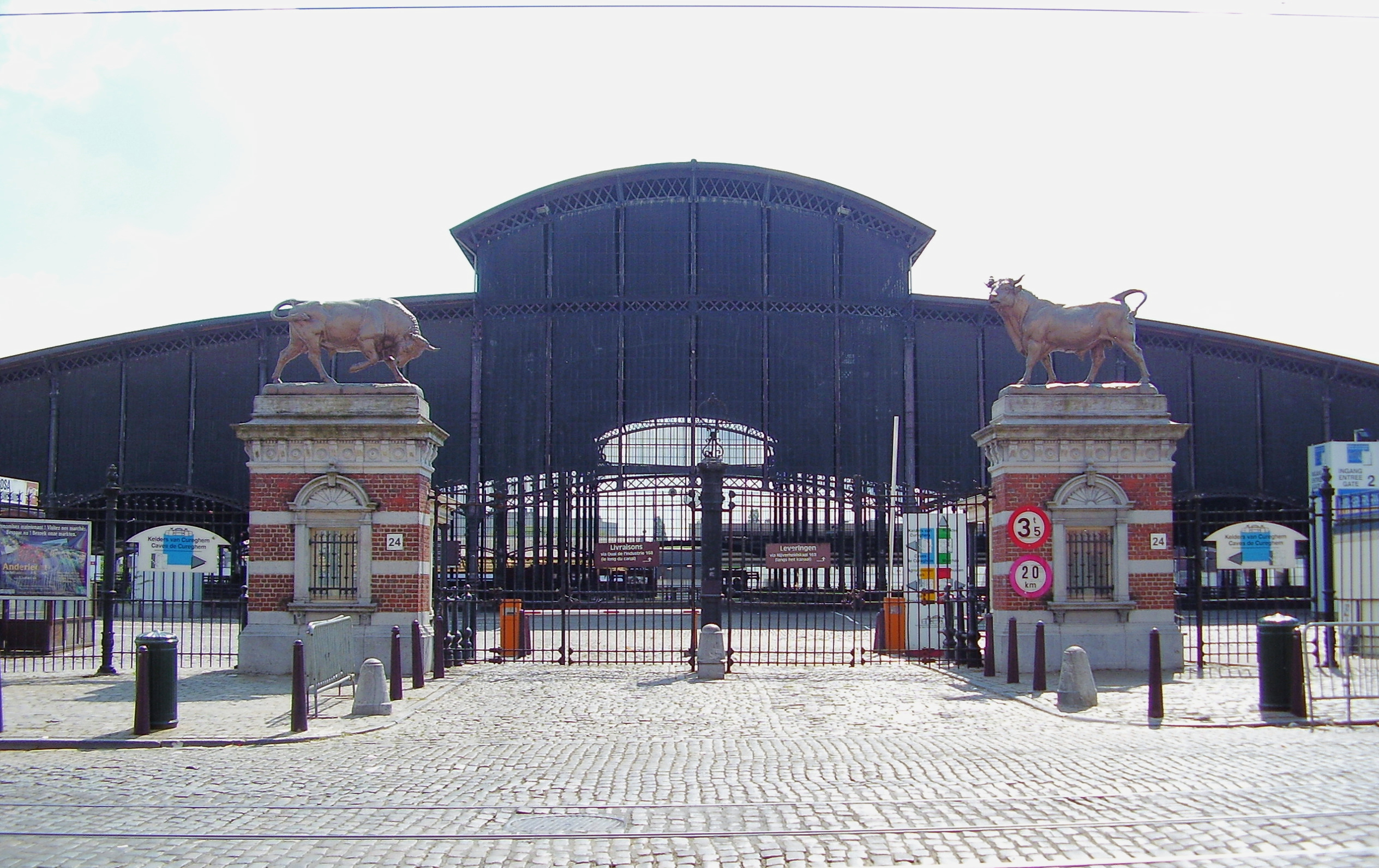
Les Abattoirs d’Anderlecht dont Claudy est le directeur général et première scène du film.

Le dikkenek du film est incarné notamment par J.C., qui prend un grand plaisir à donner des leçons à toute personne croisant sa route. Le personnage de Claudy Focan, interprété par François Damiens, est également un dikkenek.
Le film se déroule principalement à Bruxelles et, en petite partie, en Belgique flamande, où l’on suit les mésaventures de J.C. (Jean-Luc Couchard), grande gueule, donneur de leçons, petit voleur à l’arraché, qui veut aider son ami d’enfance Stef (Dominique Pinon) à trouver le grand amour. L’amour que J.C. trouvera peut être avec Natacha (Mélanie Laurent), jeune étudiante sans vraie ambition, qui a eu la malchance de rencontrer Claudy Focan, « beauf » pervers amateur de peep show, grande gueule, alcoolique, directeur des Abattoirs d'Anderlecht et photographe de charme à ses heures perdues. Stef trouvera finalement l’amour avec Nadine (Marion Cotillard), une amie de Natacha, hystérique professeur des écoles, qui a des problèmes avec « la schnouf » (la drogue) et qui vient de quitter Dimitri (Renaud Rutten), un bourgeois psychologue égocentrique. Parmi cette palette de personnages, on retrouve aussi Laurence (Florence Foresti), la commissaire de police lesbienne, raciste et amatrice d'armes, ou encore Greg (Jérémie Renier), adepte de grosses cylindrées et qui a le malheur de se faire tabasser par J.C., puis Claudy (et d'autres encore). Tous seront réunis à l’anniversaire de Fabienne.

## Fiche technique
Sauf indication contraire, les informations mentionnées dans cette section peuvent être confirmées par la base de données cinématographiques IMDb,  présente dans la section « Liens externes ».
- Réalisation : Olivier Van Hoofstadt
- Scénario : Olivier Legrain et Olivier Van Hoofstadt
- Photographie : Jean-François Hensgens
- Montage : Yves Beloniak et Vincent Tabaillon
- Musique : Damien Roques
- Producteur : Luc Besson
- Société de production : EuropaCorp, Seven Productions, Avalanche Productions
- Société de distribution : EuropaCorp Distribution ( France) et Pathé ( Suisse)
- Genre : comédie
- Pays d'origine :  Belgique,  France
- Langue : français
- Budget : 3 790 000 €[1]
- Date de sortie : 21 juin 2006

## Distribution
- Jean-Luc Couchard : Jean-Claude (J.-C.), truand notoire
- Dominique Pinon : Stef, l’ami loser de Jean-Claude
- François Damiens : Claudy Focan, « Directeur & Sales Marketing Manager » des Abattoirs d’Anderlecht et photographe de charme semi-professionnel
- Jérémie Renier : Greg, play-boy malchanceux
- Marion Cotillard : Nadine, maîtresse d’école, épouse de Dimitry
- Mélanie Laurent : Natacha, jeune femme oisive
- Catherine Jacob : Sylvie, épouse de Baudouin, tante et tutrice de Natacha
- Florence Foresti : la commissaire Laurence Cochet, lesbienne
- Marie Kremer : Fabienne, sœur de Greg, qui fête ses 18 ans au cours du film, et a visiblement une histoire avec Aziz
- Évelyne Demaude : Évelyne, la concubine du commissaire Laurence, accro à la cocaïne, corruptible
- Mourade Zeguendi : Aziz, petit truand, connaissance de Jean-Claude
- Olivier Legrain : Miche, péquenaud de café raciste, violent et inquisiteur / Marco, garagiste travaillant pour Jean-Claude
- Catherine Hosmalin : grosse bonne femme 1, caissière de supermarché, femme de Miche
- Renaud Rutten : Dimitry (Dim), psychologue, voisin de Baudoin et Sylvie, bourgeois plaqué par Nadine
- Guy Staumont : Baudouin, homme d’affaires, mari de Sylvie
- Nathalie Uffner : Daisy, hôtesse dans le club fréquenté par Claudy, complice de Claudy dans ses enlèvements
- Claudine Frigant : grosse bonne femme 2, amie de la femme de Miche
- Arthur : apparition de sa carte de client sex-shop (de 2006 à 2009)
- Alain Chabat : apparition de sa carte de client sex-shop (de 2009 à aujourd'hui)
- Pierre Nisse : Omar, ami d'Aziz

## Production

### Casting
- Premier rôle au cinéma pour Florence Foresti.

### Musiques additionnelles
Sauf indication contraire ou complémentaire, les informations mentionnées dans cette section proviennent du générique de fin de l'œuvre audiovisuelle présentée ici.
- Any Minute Now - Soulwax
- A Lust Unmatched - Millionaire
- E Talking (Nite Version) - Soulwax
- Alpha Male - Millionaire
- Ballad Of Pure Thought - Millionaire
- Til You Faint - Ghinzu
- 28 degrés à l'ombre - Jean-François Maurice
- Bien que non référencée par l’IMDb, la célèbre chanson dont François Damiens prononce rapidement quelques strophes à la 60e minute (sans les chanter) est Les Bourgeois de Jacques Brel.
- Au début du film, Florence Foresti tente (paroles à l’appui) de faire un portrait-robot de l’agresseur de Jérémie Rénier à l’aide de différents CD, dont Pour le plaisir.

### Autour du film
- L’organisme que souhaite interroger Florence Foresti pour son enquête, après le premier interrogatoire de Jérémie Rénier, est la SABAM.
- L’hélicoptère qui dépose Guy Staumont à son domicile est un Sikorsky S-333 immatriculé OO-PDP[2].
- Les techniciens qui filment François Damiens au début du film sont des étudiants issus de l’IAD, l’Institut des Arts de diffusion, célèbre en Belgique francophone.
- La sauce Dallas commandée par le personnage d’Aziz n’existait pas à l’époque du film. Elle a ensuite été créée par un producteur de sauce belge[3].
- La carte d’identité trouvée dans le sex-shop était au départ celle d’Arthur, le célèbre animateur de TF1. Arthur et Besson, alors producteur du film, se seraient éventuellement disputés au cours d'une soirée. Il a donc été décidé plus tard de remplacer sa carte d’identité par celle d’Alain Chabat[4].

## Accueil

### Box-Office
Avec un budget de 3 970 000 €, le film totalise 768 350 € de recette en France avec 122 871 entrées pour la France entière dont 48 084 entrées pour Paris. En Europe (tous pays confondus), le film reçoit 192 691 spectateurs. Le film est donc un échec commercial lors de sa sortie cinéma. Mais il acquiert un statut de film culte lors de sa sortie en DVD et devient rentable,.

### Critique
Lors de la sortie du film, Fernand Denis de La Libre Belgique a jugé : « La charge est affreuse, sale et méchante, mais vide. […] Dikkenek zieute sur Strip-tease, les Snuls, Jannin-Liberski mais sans le clin d’œil, sans l’auto-ironie, sans la touche dans l’observation; tous les personnages sont juste chargés comme des scaphandriers et, forcément, ils coulent. On ne pourra, toutefois, faire le moindre reproche de sexisme à Olivier Van Hoofstadt qui est aussi lourd et gras avec les femmes qu’avec les hommes. On sort de ce film un peu sale, comme un verre de Duvel pas lavé. In fine, c’est la vraie ambition de l’entreprise tant le placement de produit est intensif autour de la « Duvel » et de la « Vedett ». Dikkenek, c’est de la petite bière, en somme. »
- « À hurler de rire » par Elle[réf. nécessaire].
- « François Damiens, petite suée sur le front et œil injecté, confirme qu’il est ce que la Belgique a enfanté de plus drôle depuis Benoît Poelvoorde. Le reste du casting est à l’unisson », par Première.fr[9]
- « Rire et sourire au premier long-métrage d’un auteur assez foutraque pour avoir oublié, au cours du tournage, son scénario. » par L'Express[10]
- « Comme la composition de la fricadelle, l’histoire de Dikkenek ressemble à une macédoine mêlant humour et vulgarité, voire obscénité. Résultat ? Une comédie grivoise... » par Le Figaro[11].

### Postérité
Au fil du temps, le film est mieux noté par certains critiques mais reste plutôt mal noté et uniquement conseillé pour les amateurs du genre.
À la question « Y aura-t-il un Dikkenek 2 ? », le réalisateur répond catégoriquement : « Jamais. Déjà parce qu’un casting comme celui-là, c’est impayable (…) parce que je trouve qu’on a fait le tour avec ces personnages et j’ai envie de m’amuser avec d’autres personnages, d’autres histoires. » Par contre, Olivier Van Hoostadt précise : « J’ai 35 minutes de plus qu’on aurait pu mettre dans le montage. Ce sont des scènes inédites. Je ferai un jour un remix. »
Une partie du casting belge du film (Jean-Luc Couchard, François Damiens et Mourade Zeguendi) jouent les antagonistes belges dans Taxi 4, toujours produit par Luc Besson, qui est sorti en 2007.